# بوب ماكجرو
بوب ماكجرو (بالإنجليزية: Bob McGraw) هو لاعب كرة قاعدة أمريكي، ولد في 10 أبريل 1895 في لا فيتا في الولايات المتحدة، وتوفي في 2 يونيو 1978 في سيل بيتش في الولايات المتحدة.

## وصلات خارجية
- بوب ماكجرو على موقعبيزبول رفرنس.كوم (الدوري الرئيسي) (الإنجليزية)
- بوب ماكجرو على موقعبيزبول رفرنس.كوم (الدوري الثانوي) (الإنجليزية)
- بوب ماكجرو على موقع مشجعي الرسوم البيانية (الإنجليزية)